# Vinji Vrh, Šmartno pri Litiji
Vinji Vrh este o localitate din comuna Šmartno pri Litiji, Slovenia, cu o populație de 10 locuitori.